# Communauté de communes Jura Sud
La communauté de communes Jura Sud est une ancienne communauté de communes française, située dans le département du Jura et la région Bourgogne-Franche-Comté.
Le 1er janvier 2020, cette communauté de communes a fusionné avec ses voisines (Région d'Orgelet, Petite Montagne et Pays des lacs) pour former la communauté de communes Terre d'Émeraude.

## Composition
La communauté de communes est composée des 17 communes suivantes :
| Nom                         | Code Insee | Gentilé        | Superficie (km2) | Population (dernière pop. légale) | Densité (hab./km2) |
| --------------------------- | ---------- | -------------- | ---------------- | --------------------------------- | ------------------ |
| Moirans-en-Montagne (siège) | 39333      | Moirantins     | 26,56            | 2 158 (2014)                      | 81                 |
| Chancia                     | 39102      | Chanciannais   | 2,41             | 221 (2014)                        | 92                 |
| Charchilla                  | 39106      | Charchillatins | 6,84             | 270 (2014)                        | 39                 |
| Châtel-de-Joux              | 39118      |                | 14,13            | 52 (2014)                         | 3,7                |
| Coyron                      | 39175      |                | 5,53             | 74 (2014)                         | 13                 |
| Crenans                     | 39179      | Crenantins     | 8,82             | 244 (2014)                        | 28                 |
| Les Crozets                 | 39184      | Crozetiers     | 7,59             | 207 (2014)                        | 27                 |
| Étival                      | 39216      |                | 13,83            | 308 (2014)                        | 22                 |
| Jeurre                      | 39269      | Jeurrois       | 6,99             | 264 (2014)                        | 38                 |
| Lavancia-Epercy             | 39283      |                | 10,56            | 662 (2014)                        | 63                 |
| Lect                        | 39289      |                | 11,94            | 350 (2014)                        | 29                 |
| Maisod                      | 39307      | Maisoulins     | 7,39             | 334 (2014)                        | 45                 |
| Martigna                    | 39318      | Martignanais   | 8,77             | 210 (2014)                        | 24                 |
| Meussia                     | 39328      | Mussinois      | 13,64            | 446 (2014)                        | 33                 |
| Montcusel                   | 39351      | Montcuselois   | 9,55             | 180 (2014)                        | 19                 |
| Vaux-lès-Saint-Claude       | 39547      |                | 9,36             | 704 (2014)                        | 75                 |
| Villards-d'Héria            | 39561      |                | 9,91             | 441 (2014)                        | 45                 |

## Historique
La communauté de communes du Jura Sud a été créée en décembre 1999 par la transformation du District Jura Sud (1994).
En octobre 2002, la commune de Maisod intègre la communauté de communes.